# Wskaźnik bliski
Wskaźnik bliski – rodzaj wskaźnika, używanego m.in. w trybie rzeczywistym mikroprocesorów architektury x86 i trybie niesegmentowanym architektury ARM, gdzie przechowywane jest tylko przemieszczenie (offset). Zajmuje dwa bajty, a w celu przeliczenia wskaźnika bliskiego na pełny adres (wskaźnik daleki) konieczna jest znajomość segmentu. W języku C istnieje niestandardowe rozszerzenie, implementowane przez Borland C++, oznaczające ten rodzaj wskaźnika słowem kluczowym near.